# Cinisello Balsamo
Cinisello Balsamo ist eine Stadt mit 74.741 Einwohnern (Stand 31. Dezember 2023) in der italienischen Metropolitanstadt Mailand, in der Region Lombardei.
Die Nachbarorte sind Monza, Muggiò, Nova Milanese, Paderno Dugnano, Cusano Milanino, Sesto San Giovanni und Bresso.

## Demografie
Cinisello Balsamo zählt 29.193 Privathaushalte. Zwischen 1991 und 2001 fiel die Einwohnerzahl von 76.262 auf 72.050. Dies entspricht einer prozentualen Abnahme von 5,5 Prozent.
Einwohnerentwicklung von Cinisello Balsamo bis 2001:

## Sehenswürdigkeiten
- Villa Ghirlanda Silva, gegründet 1660. Zur Villa gehört ein von Ercole Silva konzipierter Landschaftsgarten, einer der ersten englischen Landschaftsgärten, die im frühen 19. Jahrhundert in Italien angelegt worden sind. Die Villa beherbergt heute das Museo di Fotografia Contemporanea, eine Sammlung für zeitgenössische Fotografie.

## Söhne und Töchter der Stadt
- Ernesto Càstano (1939–2023), Fußballspieler
- Vegas Jones (* 1994), Rapper
- Stefano Malinverni (1959–2024), Leichtathlet
- Carlo Oriani (1888–1917), Radrennfahrer
- Pierino Prati (1946–2020), Fußballspieler
- Luigi Rovati (1904–1989), Boxer